# Залізнична платформа Тин
Тин (рос. Тын) — населений пункт (тип: залізнична платформа) у Болотнинському районі Новосибірської області Російської Федерації.
Входить до складу муніципального утворення Дівінська сільрада. Населення становить 14 осіб (2010).

## Історія
Згідно із законом від 2 червня 2004 року органом місцевого самоврядування є Дівінська сільрада.

## Населення
| 2002 | 2007 | 2010 |
| ---- | ---- | ---- |
| 22   | ↗23  | ↘14  |